# Tony Cetinski

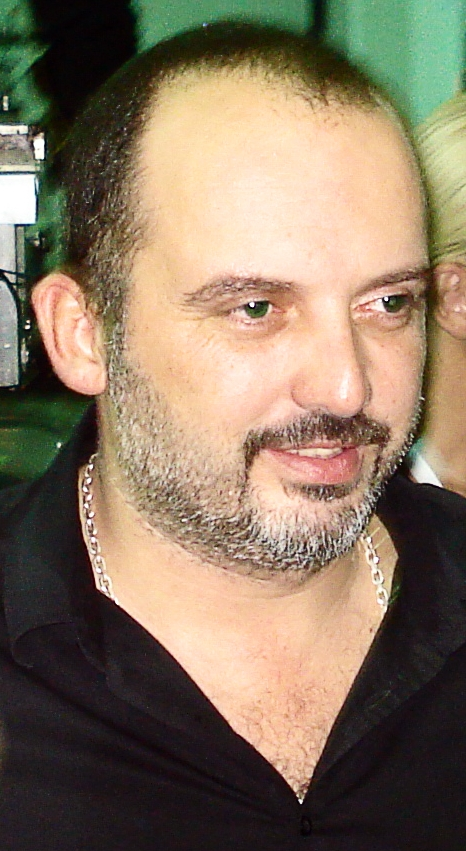
Tony Cetinski

Tony Cetinski (Pula, 31 de maio de 1969) é um cantor pop croata, da península da Ístria.
Nascido numa família de músicos, no início dos anos noventa tornou-se rapidamente um dos principais pop stars da Croácia, tendo reconhecidamente um grande talento vocal.
Em 1994 representou seu país no Eurovisão com a canção Nek' ti bude ljubav sva.

## Ligação externa
- Página oficial de Tony Cetinski